# Trimukrodon
Trimukrodon (Trimucrodon cuneatus) – roślinożerny dinozaur z rzędu dinozaurów ptasiomiednicznych (Ornithischia); jego nazwa znaczy "ząb z trzema rowkami".
Żył w okresie późnej jury (ok. 154-150 mln lat temu) na terenach współczesnej Europy. Jego szczątki znaleziono w Portugalii.
Znany jedynie z kilku zębów. Sklasyfikowany jako bazalny dinozaur ptasiomiedniczny.